# Солоний (Казахстан)
Солони́й (каз. Соленый) — станційне селище у складі Шалкарського району Актюбінської області Казахстану. Входить до складу Кауилжирського сільського округу.
У радянські часи селище називалось Солона.
Населення — 506 осіб (2021; 307 у 2009, 445 у 1999, 286 у 1989).